# Specie in pericolo critico

La categoria CR in relazione alle altre categorie della lista rossa IUCN (versione 3.1).

Secondo l'Unione internazionale per la conservazione della natura (IUCN) una specie è classificata «in pericolo critico» (critically endangered, CR) quando soddisfa almeno uno dei seguenti criteri: 
- una riduzione della popolazione dell'80% osservata o stimata - in base a precise metodiche - nel corso di 10 anni o 3 generazioni;
- un areale abituale di attività inferiore ai 100 km² e in progressivo deterioramento;
- una popolazione stimata inferiore a 250 individui maturi, ma in declino o fortemente fluttuante;
- una popolazione stimata inferiore ai 50 individui maturi;
- una probabilità di estinzione di almeno il 50% entro dieci anni o tre generazioni.

Nella Lista rossa del 2024 risultavano in pericolo critico 235 specie di mammiferi, 232 di uccelli, 430 di rettili, 799 di anfibi, 93 di pesci cartilaginei e 770 di pesci ossei.

## Elenco parziale delle specie in pericolo critico

### Mammiferi

#### Afrosoricida
- Cryptochloris wintoni, talpa dorata di De Winton

#### Carnivora
- Canis rufus, lupo rosso
- Mustela lutreola, visone europeo
- Procyon pygmaeus, procione di Cozumel
- Viverra civettina, civetta del Malabar

#### Cetartiodactyla
- Addax nasomaculatus, addax
- Axis kuhlii, cervo di Bawean
- Beatragus hunteri, damalisco di Hunter
- Bos sauveli, kouprey
- Bubalus mindorensis, tamarù
- Camelus ferus, cammello della Battriana
- Eubalaena glacialis, balena franca nordatlantica
- Lipotes vexillifer, lipote
- Muntiacus vuquangensis, muntjak gigante
- Nanger dama, gazzella dama
- Phocoena sinus, focena del Golfo di California
- Pseudoryx nghetinhensis, saola
- Sousa teuszii, susa atlantica
- Sus cebifrons, cinghiale verrucoso di Visayas

#### Chiroptera
- Aproteles bulmerae, pipistrello frugivoro di Bulmer
- Coleura seychellensis, pipistrello delle Seychelles
- Dobsonia chapmani, pipistrello frugivoro dal dorso nudo di Negros
- Eudiscoderma thongareeae, pipistrello dal naso a disco di Thongaree
- Hipposideros hypophyllus, pipistrello dal naso a foglia di Kolar
- Hipposideros lamottei, pipistrello foglia rotonda di Lamotte
- Mirimiri acrodonta, pipistrello dalla faccia a scimmia delle Figi
- Murina balaensis, pipistrello dal naso a tubo di Bala
- Murina tenebrosa, pipistrello dal naso a tubo tenebroso
- Myotis yanbarensis, pipistrello dai mustacchi di Yanbaru
- Mystacina robusta, pipistrello dalla coda corta della Nuova Zelanda maggiore
- Natalus jamaicensis, pipistrello dalle orecchie ad imbuto maggiore della Giamaica
- Nyctophilus nebulosus, pipistrello dalle orecchie lunghe della Nuova Caledonia
- Pharotis imogene, pipistrello dalle grandi orecchie della Nuova Guinea
- Phyllonycteris aphylla, pipistrello dei fiori della Giamaica
- Pteralopex flanneryi, pipistrello dalla faccia a scimmia maggiore
- Pteralopex pulchra, pipistrello dalla faccia di scimmia montano
- Pteropus aruensis, volpe volante delle Aru
- Pteropus livingstonii, volpe volante nera delle Comore
- Rhinolophus hilli, ferro di cavallo di Hill

#### Didelphimorphia
- Marmosops handleyi, opossum di Handley
- Monodelphis unistriata, opossum monostriato

#### Diprotodontia
- Ailurops melanotis, cusco orsino delle Talaud
- Bettongia penicillata, woylie
- Burramys parvus, opossum pigmeo di montagna
- Dendrolagus mayri, canguro arboricolo di Wondiwoi
- Dendrolagus pulcherrimus, canguro arboricolo dal mantello dorato
- Dendrolagus scottae, tenkile
- Dorcopsis atrata, dorcopside nero
- Gymnobelideus leadbeateri, possum di Leadbeater
- Lasiorhinus krefftii, vombato dal naso peloso del nord
- Petaurus abidi, petauro settentrionale
- Phalanger matanim, cusco del Telefomin
- Potorous gilbertii, potoroo di Gilbert
- Pseudocheirus occidentalis, coda ad anello occidentale
- Spilocuscus rufoniger, cusco a macchie nere
- Spilocuscus wilsoni, cusco maculato dagli occhi azzurri

#### Eulipotyphla
- Congosorex phillipsorum, toporagno del Congo di Phillips
- Crocidura andamanensis, crocidura delle Andamane
- Crocidura harenna, toporagno di Harenna
- Crocidura jenkinsi, toporagno di Jenkins
- Crocidura nicobarica, toporagno delle Nicobare
- Crocidura trichura, toporagno di Christmas
- Crocidura wimmeri, toporagno di Wimmer
- Cryptotis nelsoni, toporagno dalle orecchie piccole di Nelson
- Myosorex eisentrauti, toporagno topo di Eisentraut
- Sorex sclateri, toporagno di Sclater
- Sorex stizodon, toporagno di San Cristobal

#### Lagomorpha
- Bunolagus monticularis, coniglio di fiume
- Sylvilagus mansuetus, silvilago di San José

#### Monotremata
- Zaglossus attenboroughi, zaglosso di Sir David
- Zaglossus bruijni, zaglosso occidentale

#### Perissodactyla
- Dicerorhinus sumatrensis, rinoceronte di Sumatra
- Diceros bicornis, rinoceronte nero
- Equus africanus, asino africano
- Rhinoceros sondaicus, rinoceronte di Giava

#### Pholidota
- Manis javanica, pangolino della Sonda
- Manis pentadactyla, pangolino cinese

#### Pilosa
- Bradypus pygmaeus, bradipo pigmeo

#### Primates
- Ateles hybridus, atele bruno
- Brachyteles hypoxanthus, murichi settentrionale
- Callicebus barbarabrownae, callicebo di Barbara Brown
- Cebus aequatorialis, cebo dell'Ecuador
- Cebus kaapori, cebo Ka'Apor
- Cheirogaleus sibreei, chirogaleo di Sibree
- Eulemur cinereiceps, lemure dalla testa nera
- Eulemur flavifrons, lemure dagli occhi azzurri
- Eulemur mongoz, maki mongoz
- Gorilla beringei, gorilla orientale
- Gorilla gorilla, gorilla occidentale
- Hapalemur alaotrensis, apalemure del lago Alaotra
- Hapalemur aureus, apalemure dorato
- Indri indri, indri
- Lagothrix flavicauda, scimmia lanosa dalla coda gialla
- Lepilemur jamesorum, lepilemure di James
- Lepilemur sahamalaza, lepilemure di Sahamalaza
- Lepilemur septentrionalis, lepilemure settentrionale
- Lepilemur tymerlachsoni, lepilemure di Hawk
- Macaca nigra, cinopiteco
- Macaca pagensis, macaco delle Mentawai
- Microcebus gerpi, microcebo del Gerp
- Microcebus marohita, microcebo di Marohita
- Nomascus concolor, gibbone dal ciuffo
- Nomascus hainanus, gibbone di Hainan
- Nomascus leucogenys, gibbone dalle guance bianche
- Nomascus nasutus, gibbone dal ciuffo orientale
- Nycticebus javanicus, lori lento di Giava
- Oedipomidas oedipus, tamarino edipo
- Piliocolobus epieni, colobo rosso del delta del Niger
- Piliocolobus preussi, colobo rosso di Preuss
- Piliocolobus waldroni, colobo rosso di Miss Waldron
- Plecturocebus caquetensis, callicebo di Caquetà
- Plecturocebus oenanthe, callicebo delle Ande
- Pongo abelii, orango di Sumatra
- Pongo pygmaeus, orango del Borneo
- Pongo tapanuliensis, orango di Tapanuli
- Presbytis chrysomelas, presbite del Sarawak
- Prolemur simus, prolemure dal naso largo
- Propithecus candidus, sifaka candido
- Propithecus diadema, sifaka dal diadema
- Propithecus perrieri, sifaka di Perrier
- Propithecus tattersalli, sifaka dalla corona dorata
- Pygathrix cinerea, langur duca delle zampe grigie
- Rhinopithecus avunculus, rinopiteco del Tonchino
- Rhinopithecus strykeri, rinopiteco di Stryker
- Sapajus xanthosternos, cebo dal ventre dorato
- Simias concolor, rinopiteco di Pagai
- Tarsius tumpara, tarsio di Siau
- Trachypithecus delacouri, presbite di Delacour
- Trachypithecus poliocephalus, presbite dalla testa dorata
- Varecia rubra, vari rosso
- Varecia variegata, vari bianconero

#### Rodentia
- Abrocoma boliviensis, ratto cincillà boliviano
- Biswamoyopterus biswasi, scoiattolo volante di Namdapha
- Cavia intermedia, cavia di Santa Catarina
- Cremnomys elvira, ratto delle rocce maggiore
- Cricetus cricetus, criceto comune
- Ctenomys osvaldoreigi
- Ctenomys roigi
- Ctenomys sociabilis, tuco-tuco sociale
- Dasyprocta mexicana, aguti messicano
- Dendromus kahuziensis, topo rampicante del Monte Kahuzi
- Dipodomys gravipes, ratto canguro di San Quintin
- Habromys chinanteco, topo cervo di Chinanteco
- Habromys ixtlani, topo cervo di Ixtlán
- Habromys lepturus, topo cervo dalla coda sottile
- Habromys schmidlyi, topo cervo di Schmidly
- Heterogeomys lanius, gopher maggiore
- Lophuromys eisentrauti, ratto dalla criniera del monte Lefo
- Marmota vancouverensis, marmotta di Vancouver
- Melanomys zunigae, ratto del riso scuro di Zuniga
- Mesocapromys nanus, hutia nano
- Mesocapromys sanfelipensis, hutia di San Felipe
- Microtus bavaricus, arvicola della Baviera
- Neotoma nelsoni, ratto dei boschi di Nelson
- Nilopegamys plumbeus, ratto anfibio etiope
- Octodon pacificus
- Peromyscus bullatus, topo cervo di Perote
- Peromyscus caniceps, topo cervo di Monserrat
- Peromyscus dickeyi, topo cervo di Dickey
- Peromyscus guardia, topo cervo di Angel
- Peromyscus interparietalis, topo cervo di San Lorenzo
- Peromyscus mayensis, topo cervo maya
- Peromyscus mekisturus, topo cervo di Puebla
- Peromyscus pseudocrinitus, topo del False Canyon
- Peromyscus slevini, topo di Slevins
- Peromyscus stephani, topo cervo di San Esteban
- Phyllomys mantiqueirensis, ratto arboricolo atlantico di Mantiqueira
- Phyllomys unicolor, ratto arboricolo unicolore
- Reithrodontomys spectabilis, topo delle messi di Cozumel
- Santamartamys rufodorsalis, ratto arboricolo crestato
- Solomys ponceleti, ratto gigante di Poncelet
- Tokudaia muenninki, ratto spinoso di Muemmink
- Tylomys bullaris, ratto rampicante del Chiapas
- Tylomys tumbalensis, ratto rampicante di Tumbala
- Tympanoctomys aureus, ratto viscaccia dorato
- Tympanoctomys loschalchalerosorum, ratto viscaccia di Chalchalero
- Uromys boeadii, ratto gigante di Biak
- Uromys emmae, ratto gigante di Emma
- Uromys imperator, ratto imperatore
- Uromys porculus, ratto di Guadalcanal
- Zyzomys palatalis, ratto di roccia di Carpentaria
- Zyzomys pedunculatus, ratto di roccia centrale

### Uccelli

#### Anseriformes
- Anas laysanensis, anatra di Laysan
- Aythya innotata, moriglione del Madagascar
- Aythya baeri, moriglione di Baer
- Mergus octosetaceus, smergo del Brasile
- Rhodonessa caryophyllacea, anatra testarosa
- Tadorna cristata, volpoca crestata

#### Galliformes
- Crax alberti, crace beccoblu
- Lophura edwardsi, fagiano di Edwards
- Lophura erythrophthalma, fagiano occhirossi
- Macrocephalon maleo, maleo
- Ophrysia superciliosa, quaglia dell'Himalaya
- Pauxi koepckeae, crace di Sira
- Pauxi unicornis, crace unicorno
- Pipile pipile, penelope di Trinidad
- Pternistis ochropectus, francolino di Gibuti
- Rheinardia ocellata, argo ocellato

#### Procellariiformes
- Diomedea dabbenena, albatro di Tristan de Cunha
- Fregetta maoriana, uccello delle tempeste della Nuova Zelanda
- Hydrobates macrodactylus, uccello delle tempeste di Guadalupa
- Pachyptila macgillivrayi, prione di MacGillivray
- Pelecanoides whenuahouensis, petrello tuffatore di Whenua Hou
- Phoebastria irrorata, albatro delle Galapagos
- Pseudobulweria aterrima, petrello nero delle Mascarene
- Pseudobulweria becki, petrello delle Salomone
- Pseudobulweria macgillivrayi, petrello di MacGillivray
- Pterodroma caribbaea, petrello della Giamaica
- Pterodroma magentae, petrello della Magenta
- Pterodroma phaeopygia, petrello delle Galápagos
- Puffinus auricularis, berta di Townsend
- Puffinus bryani, berta di Bryan
- Puffinus mauretanicus, berta delle Baleari
- Puffinus myrtae, berta di Rapa
- Puffinus newelli, berta di Newell

#### Pelecaniformes
- Ardea insignis, airone ventrebianco
- Bostrychia bocagei, ibis olivaceo nano
- Pseudibis davisoni, ibis spalle bianche
- Thaumatibis gigantea, ibis gigante

#### Suliformes
- Leucocarbo onslowi, cormorano dell'Isola di Chatham

#### Falconiformes
- Buteo ridgwayi, falco di Ridgway
- Chondrohierax wilsonii, nibbio cubano
- Gymnogyps californianus, condor della California
- Gyps bengalensis, avvoltoio groppabianca
- Gyps indicus, avvoltoio indiano
- Gyps tenuirostris, avvoltoio beccosottile
- Haliaeetus vociferoides, aquila pescatrice del Madagascar
- Pithecophaga jefferyi, aquila delle Filippine
- Sarcogyps calvus, avvoltoio testarossa

#### Gruiformes
- Gallinula pacifica, gallinella delle Samoa
- Gallinula silvestris, gallinella di Makira
- Gallirallus lafresnayanus, rallo della Nuova Caledonia
- Grus leucogeranus, gru siberiana
- Houbaropsis bengalensis, florican del Bengala

#### Charadriiformes
- Brachyramphus brevirostris, urietta di Kittlitz
- Himantopus novaezelandiae, cavaliere nero
- Numenius borealis, chiurlo eschimese
- Rhinoptilus bitorquatus, corrione di Jerdon
- Thalasseus bernsteini, sterna di Bernstein
- Vanellus gregarius, pavoncella gregaria
- Vanellus macropterus, pavoncella di Giava

#### Columbiformes
- Claravis geoffroyi, colomba terricola aliviola
- Columba argentina, colombaccio argentato
- Columbina cyanopis, colomba terricola occhiazzurri
- Gallicolumba erythroptera, colomba terricola polinesiana
- Gallicolumba keayi, colomba insanguinata di Negros
- Gallicolumba menagei, colomba insanguinata di Sulu
- Gallicolumba platenae, colomba insanguinata di Mindoro
- Leptotila wellsi, colomba di Grenada
- Ptilinopus arcanus, colomba frugivora di Negros

#### Psittaciformes
- Amazona vittata, pappagallo di Porto Rico
- Anodorhynchus glaucus, ara glauca
- Ara glaucogularis, ara golazzurra
- Cacatua haematuropygia, cacatua delle Filippine
- Cacatua sulphurea, cacatua crestagialla
- Charmosyna amabilis, lorichetto golarossa
- Charmosyna diadema, lorichetto della Nuova Caledonia
- Charmosyna toxopei, lorichetto fronteazzurra
- Cyanoramphus malherbi, parrocchetto di Malherbe
- Hapalopsittaca fuertesi, pappagallo di Fuertes
- Neophema chrysogaster, pappagallo ventrearancio
- Pezoporus occidentalis, pappagallo notturno
- Pyrrhura griseipectus, parrocchetto pettogrigio
- Strigops habroptila, kakapo

#### Cuculiformes
- Carpococcyx viridis, cuculo terricolo di Sumatra
- Centropus steerii, coucal cappuccionero

#### Strigiformes
- Glaucidium mooreorum, gufo pigmeo di Pernambuco
- Otus capnodes, assiolo di Anjouan
- Otus moheliensis, assiolo di Moheli
- Otus pauliani, assiolo di Grande Comore
- Otus siaoensis, assiolo di Siau

#### Caprimulgiformes
- Aegotheles savesi, caprimulgo gufo della Nuova Caledonia
- Caprimulgus noctitherus, caprimulgo di Porto Rico
- Siphonorhis americana, succiacapre della Giamaica

#### Passeriformes
- Loxops caeruleirostri, 'akeke e'

- Icteridae

- Icterus oberi, oriolo di Montserrat

### Rettili
- Gallotia simonyi, lucertola gigante di Hierro
- Liophis cursor, serpente terricolo di Lacepede
- Ameiva polops, lucertola terricola di Saint Croix
- Gavialis gangeticus, gaviale del Gange
- Crocodylus rhombifer, coccodrillo cubano
- Crocodylus intermedius, coccodrillo dell'Orinoco
- Eretmochelys imbricata, tartaruga embricata

### Anfibi
- Eleutherodactylus karlschmidti, rana ladra di Karl
- Thoropa petropolitana, rana fluviale di Petropolis
- Pseudophryne corroboree
- Ambystoma mexicanum, Axolotl

### Pesci

#### Attinopterigi
- Valencia hispanica, nono iberico
- Cyprinodon diabolis, ciprinodonte di Devil's Hole
- Anguilla anguilla, anguilla
- Acipenser naccarii, storione cobice
- Acipenser sturio, storione comune
- Huso huso, storione beluga
- Salmo ghigii, trota mediterranea

#### Condritti
- Carcharhinus hemiodon, squalo di Pondicherry
- Glyphis gangeticus, squalo del Gange

### Artropodi

#### Decapoda
- Clinothelphusa kakoota, crostaceo decapode dello Sri Lanka

...
[da completare]